# Nikolái Ilín
Nikolái Yákovlevich Ilín (Ustinov, condado de Mosalsk, provincia de Kaluga; (23) de marzo de 1901 — Leningrado; 29 de agosto de 1937) fue uno de los pioneros rusos de la técnica de los cohetes, Jefe del Laboratorio de Dinámica de Gases, e intendente de 2º rango del Ejército Rojo (1936).

## Biografía
Tras graduarse de la segunda etapa en la escuela de Mosalsk, Ilín se alistó voluntariamente en el Ejército Rojo. Participó en la guerra civil en puestos económicos en el cuartel general del Ejército Rojo, involucrado en la gestión del frente del Suroeste. Después de la guerra, compaginó sus estudios de comunicaciones y electrotecnia en la Academia Militar con el trabajo autorizado por la Jefatura de Armamento del Ejército en Leningrado y su región. En 1931 y 1932, simultáneamente ocupó el cargo de jefe del Laboratorio de Dinámica de Gases. En este cargo fue remplazado por Iván Kleimenov. Entre 1933 y 1937 fue jefe del instituto KB-2.
El 9 de abril de 1937 fue detenido, y el 29 de agosto fusilado. Fue oficialmente rehabilitado en 1955.

## Reconocimientos
- El cráter lunar Il'in lleva este nombre en su memoria.

## Enlaces
- Nikolái Yákovlevich Ilin Monumento Espacial.
- Nikolái Yákovlevich Ilin Biografía en "Хроносе".
- Comisionado jefe de armas del ejército rojo (100 aniversario de su nacimiento)
- I. Ильина)
- Valentín Glushkó El Desarrollo de cohetes balísticos y el espaciales en la URSS — 3-ed., перераб. y complementaria — Pm: Construcción de maquinaria, 1987.

- Datos: Q4199581
- Multimedia: Nikolai Yakovlevich Ilʹin (engineer) / Q4199581